# Tadjikistan aux Jeux olympiques d'hiver de 2002
Le Tadjikistan était représenté par 1 seul athlète aux Jeux olympiques d'hiver de 2002 à Salt Lake City (États-Unis).

## Ski alpin
Slalom Géant Hommes
- Andrei Drygin - N'a pas terminé[2]

Super-G Hommes
- Andrei Drygin - N'a pas terminé[2]